# Helicina convexa
Espèce
Helicina convexa est une espèce de mollusques terrestres operculés tropicaux de la famille des Helicinidae. Cette espèce serait endémique de la Guadeloupe.

## Description
Selon la description qu'en fait Pfeiffer, la coquille se caractérise par sa forme circulaire, lisse et brillante, blanche, formée de 4 tours et demi, au dernier tour à profil régulièrement convexe, sans angulation, et ouverture oblique en forme de demi-lune, à bord columellaire légèrement arqué prolongé d'un callus columellaire épais, et à péristome épais légèrement étendu. Les dimensions du type sont de 6,5 mm de large pour 4,5 mm de haut.
Helicina convexa houeltmontensis est une variété décrite par Mazé, qui se caractérise par une coquille de couleur rose pourprée s'éclaircissant du côté de la base et dans les environs du bord externe tandis que le périsotme et le callus sont blanchâtres. La coquille est assez petite et les deux derniers tours de la spire sont marqués de stries convexes relativement profondes. Mazé donne le description suivante du mollusque : « l'animal est d'un blanc verdâtre ou jaunâtre translucide, légèrement frangé de noir sur les bords latéraux du pied et à la base des tentacules ».

## Distribution
L'espèce n'a pas de localité-type.
Elle est connue des îles suivantes :
- Bermudes, où elle est considérée comme introduite accidentellement au XIXe siècle ou avant[3],

- Guadeloupe, où elle n'est présente que dans le sud de la Basse-Terre, représentée par la variété H. c. houeltmontensis[2],[4].

## Écologie
Helicina convexa est une espèce commune des Bermudes où elle se rencontre sous les pierres ou sur la végétation des jardins et des plantations. En Guadeloupe, l'espèce se trouve sur les troncs de calebassiers avant le lever du soleil par temps humide.

## GenreHelicina
Parmi les très nombreuses espèces :
- Helicina clappi Pilsbry, 1909
- Helicina convexa (Pfeiffer, 1849)
- Helicina orbiculata (Say, 1818)
- Helicina platychila (Megerle von Mühlfeld, 1824)